# Ficus auriculata
Ficus auriculata Lour., 1790 è una pianta della famiglia delle Moraceae che cresce in tutta l'Asia meridionale.
Il termine "auriculata", cioè: a forma di orecchia, deriva dalla forma delle foglie cuoriformi, molto grandi; è detto infatti "il fico con le foglie a orecchia di elefante".
In paesi limitrofi è detta "Malayan fig" cioè: fico malese, questo a significare la presenza frequente in Malaysia.

## Descrizione
Le giovani foglie prodotte dalle gemme apicali dei rami sono di colore sfumato di rossastro, diventano progressivamente verdi con la crescita, il dorso delle foglie di colore verde vivace, è liscio, mentre la parte ventrale, più chiara è tubercolata. Le foglie sono leggermente dentate (fatto inusuale nel genere Ficus).
La pianta nonostante le foglie grandi supera raramente i 5 metri di altezza, ha inoltre una forma regolare ed aggraziata, tale che spesso è usata a decorare i giardini.
La specie è funzionalmente dioica (esistono piante a fioritura funzionalmente solo maschile, e piante femmine che producono frutti commestibili); presenta il fenomeno della caulicarpia, cioè i frutti riuniti in densi grappoli sono prodotti direttamente dal tronco o dai rami più grandi, e non alla sommità dei rami. La pianta femmina produce grandi fichi commestibili di media qualità, moderatamente dolci, a polpa giallo-rossastra.
La pianta è poco resistente al fuoco; ama siti soleggiati.

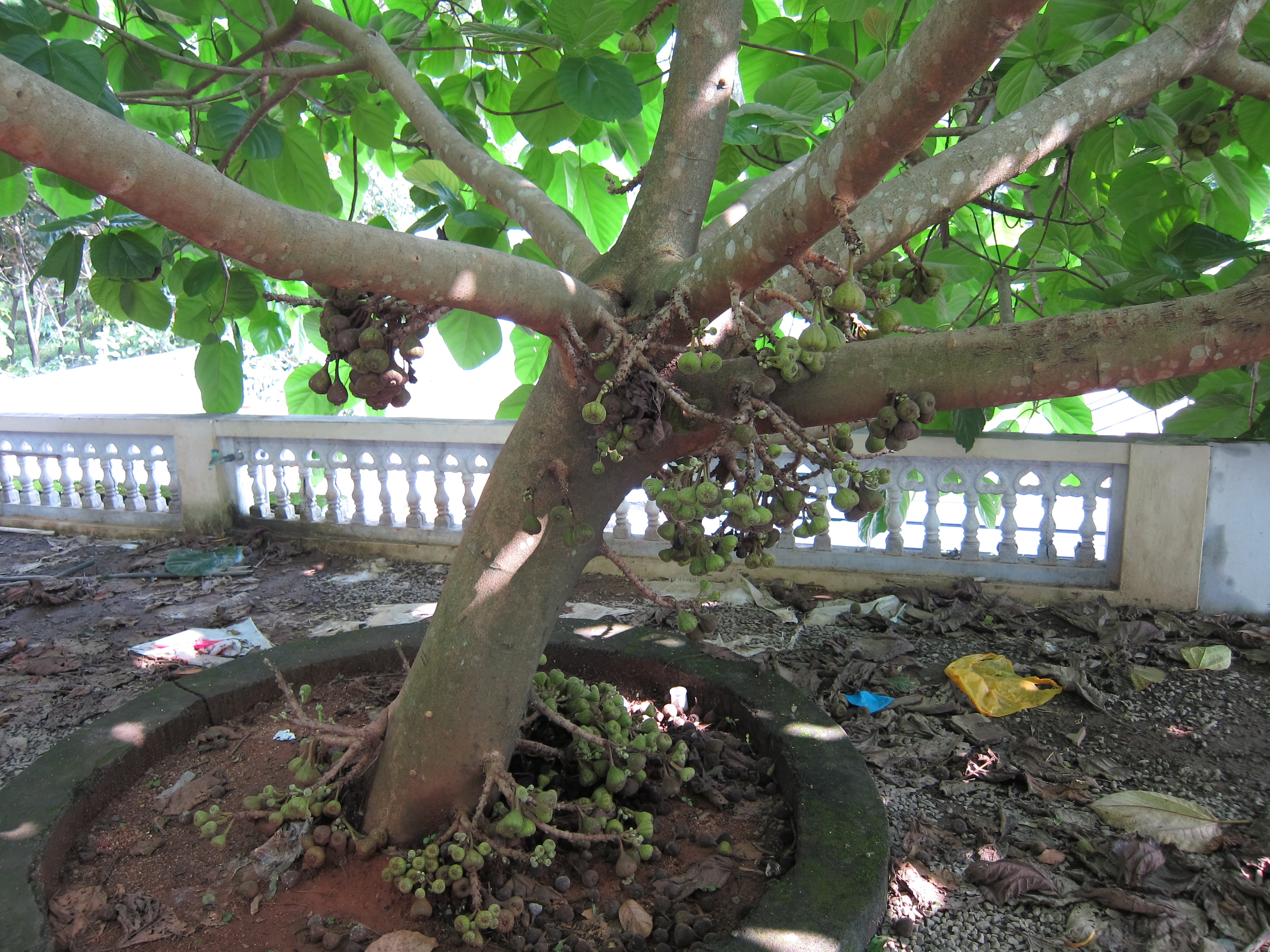
Pianta con frutti
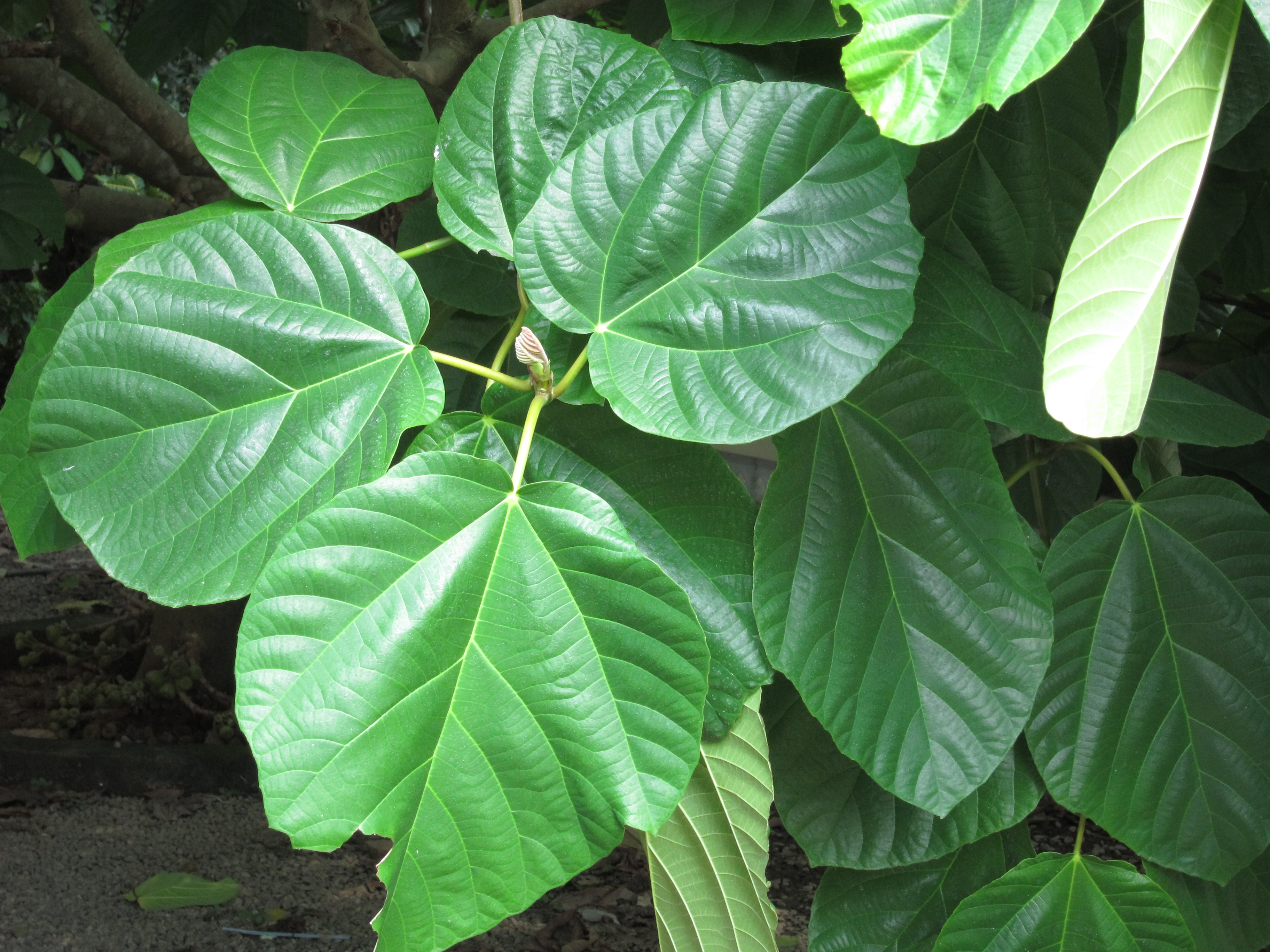
Foglie
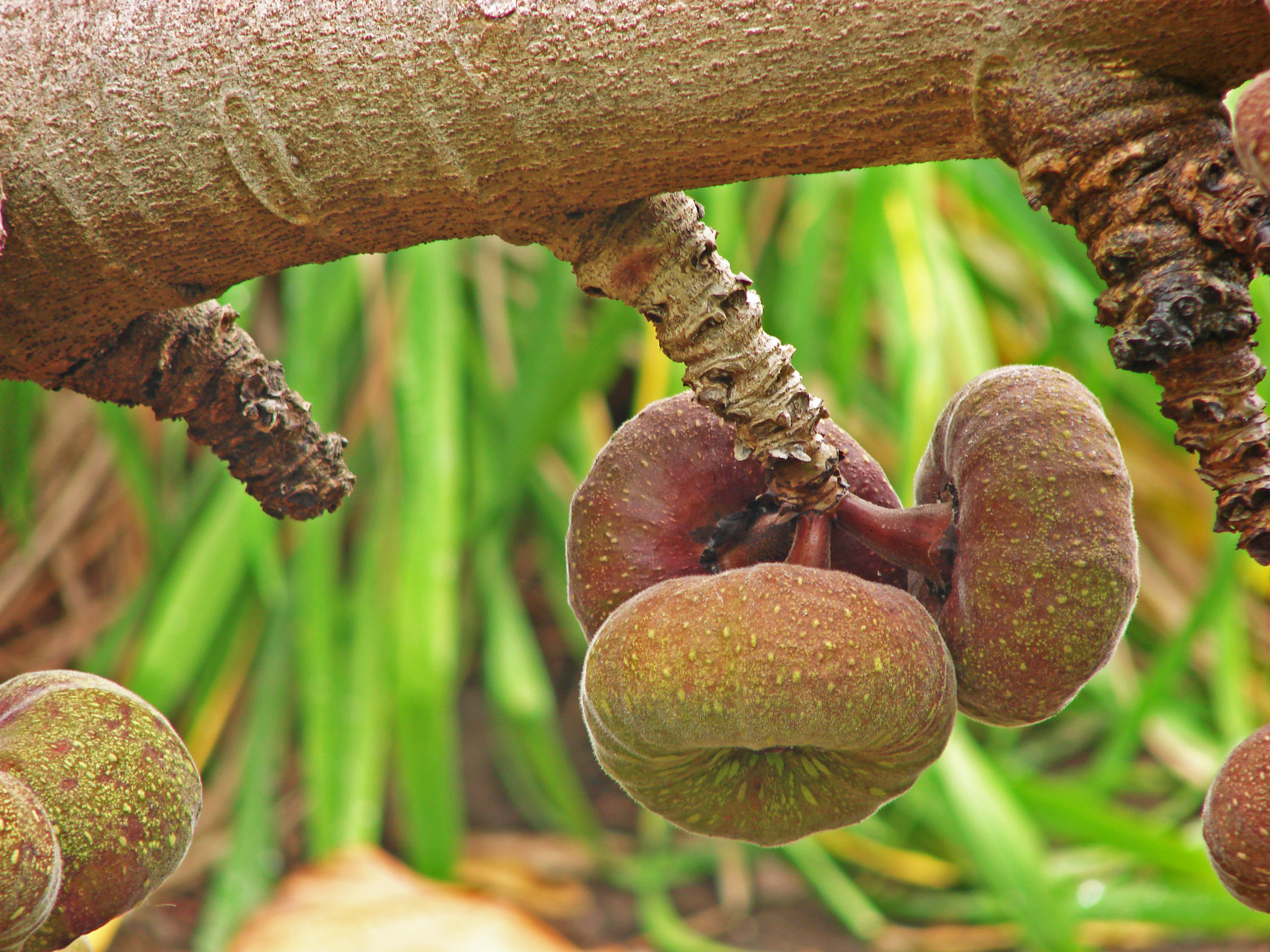
Frutti

## Biologia
L'insetto impollinatore (ospitato nei frutti della pianta maschio) è esclusivamente l'imenottero agaonide Ceratosolen emarginatus.

## Distribuzione e habitat
La specie è diffusa in Pakistan, India, Nepal, Bhutan, Indocina e Cina meridionale.

## Usi
In Nepal le foglie sono usate come foraggio per il bestiame.